# تيم كينلي
تيم كينلي (بالإنجليزية: Timothy Kennelly)‏ هو لاعب كرة قاعدة أسترالي، ولد في 5 ديسمبر 1986 في برث في أستراليا.

## وصلات خارجية
- تيم كينلي على موقع دوري أستراليا لكرة القاعدة (الإنجليزية)
- تيم كينلي على موقعبيزبول رفرنس.كوم (الدوري الثانوي) (الإنجليزية)